# Kochanie, zwiększyłem dzieciaka
Kochanie, zwiększyłem dzieciaka (ang. Honey, I Blew Up the Kid) – amerykańska familijna komedia science fiction z 1992 roku w reżyserii Randala Kleisera.

## Obsada
- Rick Moranis – Wayne Szalinski
- Marcia Strassman – Diane Szalinski
- Robert Oliveri – Nick Szalinski
- Daniel Shalikar – Adam Szalinski
- Joshua Shalikar – Adam Szalinski
- Keri Russell – Mandy Park
- John Shea – dr Charles Hendrickson
- Lloyd Bridges – Clifford Sterling
- Ron Canada – szeryf Preston Brooks
- Linda Carlson – wścibska sąsiadka #1
- Julia Sweeney – wścibska sąsiadka #2
- Michael Milhoan – kapitan Ed Myerson
- Gregory Sierra – Terence Wheeler
- Leslie Neale – Constance Winters
- Amy O’Neill – Amy Szalinski
- Sammy – Quark

## Opis fabuły
Od ostatniego eksperymentu pechowego wynalazcy Wayne'a Szalinsky'ego (Rick Moranis) opowiedzianego w filmie: Kochanie, zmniejszyłem dzieciaki minęły trzy lata. W tym czasie Szalinskim urodził się kolejny syn, Adam. Wayne Szalinsky postanowił skonstruować nową maszynę, która tym razem służyłaby do powiększania przedmiotów. Podczas jednego z eksperymentów mały Adam zostaje przypadkowo naświetlony, zamiast pluszowej zabawki. Brzdąc rośnie w zaskakującym tempie. Pakuje do kieszonki brata oraz opiekunkę i wyrusza do Las Vegas, gdzie powoduje ogromne zamieszanie. Ojciec musi zawrócić go z drogi i sprowadzić go z powrotem do domu.